# مورسنگ‌چشم خالدار
مورسنگ‌چشم خالدار (نام علمی: Xenornis setifrons) نام یک گونه از تیره مورچه‌مرغ است.